# Copa do Paraguai de Futebol de 2025
A Copa do Paraguai de Futebol de 2025, oficialmente denominada Copa Paraguay 2025, é a 23.ª edição da Copa do Paraguai, copa doméstica à nivel nacional entres clubes de futebol organizada pela Associação Paraguaia de Futebol (APF), entidade responsável pela gestão do futebol profissional no Paraguai.
75 equipes participarão da sétima edição da Copa do Paraguai. A competição teve início em 27 de maio e tem encerramento previsto para 5 ou 6 de dezembro de 2025.
O vencedor da competição garantirá uma vaga na Taça Libertadores da América de 2026 e na Supercopa do Paraguai de 2026.
O Libertad é o atual campeão da competição.

## Regulamento
A competição terá um regulamento simples: todas as fases ocorreram no sistema "mata-mata"; os times se enfrentarão em jogos únicos, quem ganhar avançará de fase, e no caso de empate, a decisão da vaga irá para os pênaltis. O campeão terá uma vaga garantida na Taça Libertadores da América de 2026, caso o campeão já tenha vaga garantida na competição continental por outro meio, a vaga é dada ao vice-campeão e assim em diante.

## Participantes
75 equipes participarão da sétima edição da Copa do Paraguai: 12 clubes da "Primera División", 16 da "División Intermedia", 17 da "Primera B", 12 da "Primera C", respectivamente, primeira, segunda, terceira e quarta divisão do Campeonato Paraguaio de Futebol, além de 17 clubes oriundos de cada departamento do país como representantes da Unión del Fútbol del Interior (UFI).

## Premiação
| Copa Paraguay 2025 VII — Copa do Paraguai de Futebol de 2025 |
| ------------------------------------------------------------ |
| ? Campeão (?° título)                                        |